# Санный спорт на зимних Олимпийских играх 1964 — двойки
Соревнования по санному спорту в мужском парном разряде на зимних Олимпийских играх 1964 года прошли 5 февраля на трассе в Олимпийском саночном центре Инсбрука. В состязаниях приняли участие 30 спортсменов из 8 стран, победители определялись на основании двух заездов.
Поскольку на последнем чемпионате мира золото и серебро получили польские пары, они рассматривались как главные претенденты на победу. Тем не менее, в итоге поляки заняли только пятое и седьмое места, а лидерство с самого начала захватили хозяева трассы австрийцы: Йозеф Файстмантль и Манфред Штенгль финишировали первыми, за ними расположились Райнхольд Зенн и Хельмут Талер. Бронзовые медали, в свою очередь, получили саночники из Италии Вальтер Аусендорфер и Зигисфредо Майр.

## Результаты
| Место | Спортсмены                               | Страна                          | 1 заезд | 2 заезд | Всего   |
| ----- | ---------------------------------------- | ------------------------------- | ------- | ------- | ------- |
| 1     | Йозеф Файстмантль Манфред Штенгль        | Австрия                         | 50,57   | 51,05   | 1:41,62 |
| 2     | Райнхольд Зенн Хельмут Талер             | Австрия                         | 51,02   | 50,89   | 1:41,91 |
| 3     | Вальтер Аусендорфер Зигисфредо Майр      | Италия                          | 51,40   | 51,47   | 1:42,87 |
| 4     | Вальтер Эггерт Хельмут Фолльпрехт        | Объединённая германская команда | 51,27   | 51,81   | 1:43,08 |
| 5     | Джампаоло Амбрози Джованни Грабер        | Италия                          | 51,54   | 52,23   | 1:43,77 |
| 5     | Луцьян Кудзя Ришард Пендрак-Янович       | Польша                          | 51,95   | 51,82   | 1:43,77 |
| 7     | Эдвард Фендер Мечислав Павелкевич        | Польша                          | 52,60   | 52,53   | 1:45,13 |
| 8     | Ян Гамршик Иржи Гуер                     | Чехословакия                    | 52,75   | 52,66   | 1:45,41 |
| 9     | Беат Хеслер Арнольд Гартман              | Швейцария                       | 53,78   | 53,31   | 1:47,09 |
| 10    | Кристиан Халлен-Паульсен Ян-Аксель Стрём | Норвегия                        | 52,52   | 55,30   | 1:47,82 |
| 11    | Эмиль Эгли Хансруэди Рот                 | Швейцария                       | 54,88   | 55,20   | 1:50,08 |
| 12    | Хорст Урбан Роланд Урбан                 | Чехословакия                    | 52,21   | 1:19,49 | 2:11,70 |
| 13    | Рэй Фэйлес Николас Мастроматтео          | США                             | 1:00,75 | 1:11,18 | 2:11,93 |
| -     | Томас Кёлер Клаус Бонзак                 | Объединённая германская команда | 53,13   | DNS     | -       |
| -     | Джим Хиггинс Рон Уолтерс                 | США                             | DNF     | -       | -       |